# Live at Shepperton '74
Live at Shepperton '74 è il secondo album dal vivo del gruppo musicale rock britannico Uriah Heep, pubblicato il 10 novembre 1986.

## Tracce
1. Easy Livin' (Hensley) – 2:57
2. So Tired (Box/Byron/Hensley/Kerslake/Thain) – 3:58
3. I Won't Mind (Box/Byron/Hensley/Kerslake/Thain) – 5:41
4. Something Or Nothing (Box/Hensley/Thain) – 2:51
5. Stealin' (Hensley) – 4:42
6. Love Machine (Hensley/Byron/Box) – 2:16
7. The Easy Road (Hensley) – 2:43
8. Rock 'N' Roll Medley – 5:52

## Formazione
- David Byron – voce
- Mick Box – chitarra
- Gary Thain – basso
- Lee Kerslake – batteria
- Ken Hensley – tastiere